# آبشار رویال آرچ کاسکید
آبشار رویال آرچ کاسکید (به انگلیسی: Royal Arch Cascade) آبشاری است که در پارک ملی یوسیمیتی، کالیفرنیا، ایالات متحده آمریکا واقع شده و ارتفاع کلی ریزشگاه آن ۱٬۲۵۰ فوت (۳۸۰ متر) است.